# Batu Jungul
Batu Jungul is een bestuurslaag in het regentschap Empat Lawang van de provincie Zuid-Sumatra, Indonesië. Batu Jungul telt 1385 inwoners (volkstelling 2010).